# Mária Anna bajor királyi hercegnő
Mária Anna (ismert még mint Bajorországi Mária Anna, németül: Maria Anna von Bayern, teljes nevén magyarul: Mária Anna Leopoldina Erzsébet Vilma; München, Bajor Választófejedelemség, 1805. január 27. – Wachwitz, Szász Királyság, 1877. szeptember 13.), a Wittelsbach-házból származó bajor királyi hercegnő, I. Miksa bajor király és Badeni Karolina leánya, Zsófia Friderika osztrák főhercegné ikertestvére, aki 1833-tól II. Frigyes Ágost szász király második feleségeként Szászország királynéja hitvese 1854-es haláláig. Nem születtek gyermekei.

## Élete

### Származása, testvérei
Mária Anna Leopoldina bajor királyi hercegnő Münchenben született, a Bajor Választófejedelemség fővárosában (A Bajor Királyságot születése után egy évvel kiáltották ki).
Édesapja IV. Miksa József bajor herceg, választófejedelem (1756–1825) volt, Frigyes Mihály pfalz-zweibrückeni uralkodó herceg (1724–1767) és Maria Franziska Dorothea von Pfalz-Sulzbach hercegnő (1724–1794) második fia, 1806-tól I. Miksa néven bajor király.
Édesanyja Miksa második felesége, az evangélikus vallású Karolina Friderika Vilma badeni hercegnő (1776–1841) volt, Károly Lajos badeni trónörökös herceg és Amália hessen–darmstadti hercegnő leánya, 1806. január 1-jétől az új Bajor Királyság királynéja.
Nyolc gyermekük sorában Mária Anna ötödikként született, de csak öten érték meg a felnőttkort.
1. Egy halva született fiú (*/† 1797)
2. Károly herceg (1800–1803), kisgyermekkorban meghalt.
3. Erzsébet Ludovika hercegnő (1801–1873), aki 1823-ban IV. Frigyes Vilmos porosz királyhoz (1795–1861) ment feleségül.
4. Amália Auguszta hercegnő (1801–1877), aki 1822-ben I. János szász királyhoz (1801–1873) ment feleségül.
5. Mária Anna Leopoldina hercegnő (1805–1877), Zsófia Friderika hercegnő ikertestvére, aki 1833-ban II. Frigyes Ágost szász királyhoz (1797–1854) ment feleségül.
6. Zsófia Friderika Dorottya hercegnő (1805–1872), aki 1824-ben Ferenc Károly osztrák főherceghez (1802–1878) ment feleségül, az ő 1830-ban született fiuk lett I. Ferenc József császár és király.
7. Mária Ludovika Vilma hercegnő (1808–1892), Miksa József bajor herceg felesége, Erzsébet császárné és királyné anyja.
8. Maximiliana Jozefa hercegnő (1810–1821), gyermekként meghalt.

Édesapjának első házasságából, amelyet  Auguszta Vilma Mária hessen–darmstadti hercegnővel (1765–1796), Georg Wilhelm von Hessen-Darmstadt herceg (1722–1782) és Maria Luise Albertine von Leiningen-Dagsburg-Falkenburg (1729–1818) grófnő leányával kötött, öt gyermeke született, Mária Anna hercegnő féltestvérei:
1. Lajos Károly Ágost herceg (1786–1868), 1825-től I. Lajos néven bajor király.
2. Auguszta Amália Ludovika hercegnő (1788–1851), aki Jozefina francia császárné első házasságából való fiához, Eugène de Beauharnais-hoz, az Itáliai Királyság francia alkirályához, Leuchtenberg hercegéhez ment férjhez.
3. Amália Mária Auguszta hercegnő (1790–1794), kisgyermekként meghalt.
4. Sarolta Auguszta Karolina hercegnő (1792–1873), akinek első férje I. Vilmos württembergi király, második férje I. Ferenc osztrák császár, magyar és cseh király lett.
5. Károly Tivadar Miksa herceg (1795–1875) tábornagy, aki a polgári származású Marie-Anne-Sophie Petin-nel (1796–1838) kötött rangon aluli házassága miatt elveszítette trónöröklési jogát.

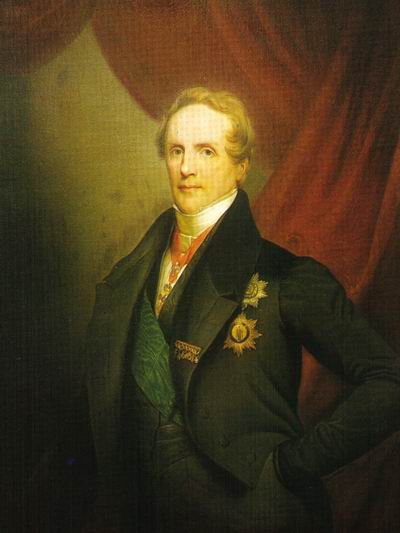
II. Frigyes Ágost szász király (1836. körül)

### Házassága

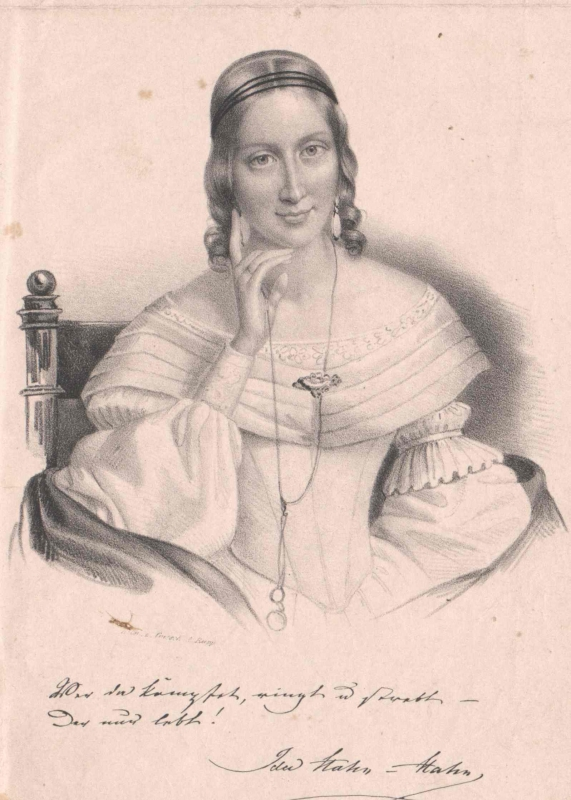
Ida von Hahn-Hahn grófnő

1833. április 24-én, 27 éves korában Drezdában feleségül ment a Wettin-ház Albert-ágából származó Frigyes Ágost szász koronaherceghez (1797–1854), Miksa szász királyi herceg (1759–1838) és Karolina Mária Bourbon–parmai hercegnő (1770–1804) legidősebb fiához, a Szász Királyság kijelölt trónörököséhez, aki alig egy évvel korábban, 1832. május 22-én veszítette el első feleségét, a 31 éves Mária Karolina Ferdinanda osztrák főhercegnőt (1801–1832), I. Ferenc császár leányát. Frigyes Ágost király első házasságából nem születtek utódok, és ez a második házassága is gyermektelen maradt.
1836-ban az idős Antal király elhunyt. Mivel utódot nem hagyott hátra (valamennyi gyermeke ával annak unokaöccse, II. Frigyes Ágost örökölte a trónt. Mária Anna Leopoldina hercegnő Szászország királynéja lett.

### Szászország királynéja
Ezekben az években súlyos élelmiszerhiány sújtotta Szászország egyes vidékeit. 1836 októberében a Szász Érchegységben és a Vogtland területén éhínség alakult ki. A veszélyeztetett gyermekek érdekében Mária Anna királyné segélyező nőegyletek (Frauenvereine) megalakítására szóló felhívást tett közzé. A helyi nőegyleteket összefogó első regionális szervezetet „Frauenvereinsanstalt der obererzgebirgischen und vogtländischen Frauenvereine)” ő maga hozta létre, és az éveken át az ő vezetése alatt működött.
Az 1848–49-es Népek tavasza során Szászországban is lázongások kezdődtek, polgári kormány alakult. 1849. május 1-jén Frigyes Ágost király feloszlatta a drezdai parlamentet, és sógorától, IV. Frigyes Vilmos porosz királytól (Erzsébet Ludovika hercegnő férjétől) kért kért katonai segítséget. Fegyveres felkelés robbant ki, a királyi családnak Königstein erődjébe kellett menekülnie. A május 6-án beérkező  porosz csapatok napokig tartó véres harcokban leverték a forradalmat, és helyreállították a király abszolút hatalmát.
1850-ben Mária Anna nővére, Amália Auguszta koronahercegné vette át húga által alapított a Nőegyletek fővédnöki tisztségét.

### Özvegység
1854. augusztus 9-én férje, Frigyes Ágost király egy Tirolban tett utazás alkalmával halálos kocsibalesetet szenvedett. Mivel utódot nem hagyott hátra, trónját öccse, János Nepomuk koronaherceg örökölte, I. János néven, aki még 1822-ben Mária Anna nővérét, Amália Auguszta bajor királyi hercegnőt vette feleségül. Így az özvegy királyné nővére, egyben sógornője lett Szászország új királynéja. Férje halálának helyszínén, a tiroli Brennbichl–Karröstenben az özvegy Mária Anna királyné egy neogótikus stílusú emlékkápolnát emeltetett („Königskapelle”), amelyet a baleset első évfordulójának elsőestéjén, 1855. augusztus 8-án szenteltek fel.
1873. október végén elhunyt a sógora, János király, trónját Mária Anna unokaöccse, Amália Auguszta legidősebb fia, Albert király örökölte. A gyászünnepségekre Drezdába érkező Erzsébet Ludovika porosz királyné, Mária Anna nővére decemberben váratlanul, még a szász fővárosban meghalt.
Mária Anna özvegy királyné 1877. szeptember 13-án, 72 éves korában Wachwitzban elhunyt (a község ma Drezda egyik városnegyede). A drezdai Szentháromság Székesegyházban (Katholische Hofkirche), a Wettin-család kriptájában (Wettinergruft) temették el férje, II. Frigyes Ágost király, és nővére, Mária Amália mellé.

### Emléke, öröksége
- A Zwickau közelében, Cainsdorfban 1839-ben megalapított első szászországi vaskohóművet a királyné tiszteletére („Königin-Marien-Hütte”) névre keresztelték.
- Mária Anna királyné és Ida von Hahn-Hahn grófnő, német írónő (1805–1880) levelezését, amelyet 1844–1877 között folytattak, a berlini Fritz Reuter Irodalmi Levéltár őrzi.

## Külső hivatkozások
- Mária Anna Leopoldina életrajzi, családi adatai (The Peerage).
- Mária Anna életrajzi adatai (Geneanet.org).
- Mária (Anna) Leopoldina életrajzi adatai (Geneall.net)
- A Wittelbach-ház honlapja.
- A Wettinek családfája.